# Legend of Tarzan
Legend of Tarzan (Originaltitel: The Legend of Tarzan) ist ein US-amerikanischer Abenteuerfilm von David Yates, der am 1. Juli 2016 in die US-Kinos und am 28. Juli 2016 in die deutschen Kinos kam. Es handelt sich um eine Realverfilmung, die auf dem Roman Tarzan bei den Affen (engl. Tarzan of the Apes) von Edgar Rice Burroughs aus dem Jahre 1912 basiert.

## Handlung
Ende des 19. Jahrhunderts: John Clayton II., Lord Greystoke und seine Frau Lady Alice Clayton müssen im Kongo überleben und haben einen Sohn, John Clayton III., Lord Greystoke. Dessen Mutter stirbt eines natürlichen Todes, sein Vater kommt beim Kampf gegen die Mangani, eine gorillaähnliche Spezies, ums Leben. Das Manganiweibchen Kala findet den Jungen und zieht ihn, zusammen mit ihrem leiblichen Sohn Akut, als Tarzan auf. Als Kind ist Tarzan einem Angriff des brutalen Mangani-Anführers Kerchak ausgesetzt. Er lernt die Sprachen der Tiere und als Erwachsener lernt er Jane Porter kennen, die mit ihrem Vater bei einem Eingeborenenstamm lebt. Er wird zum Herrn des Dschungels und tötet den Sohn des Häuptlings Mbonga, nachdem der zuvor als Männlichkeitsprüfung Kala getötet hat.
Acht Jahre später: Der belgische König Leopold II. kontrolliert den Kongo. Da er seine Darlehen nicht mehr bedienen kann und somit völlig mittellos ist, hat er seinen Gefolgsmann Captain Léon Rom in den Kongo entsandt, wo dieser die Diamantminen von Opar finden soll. Rom und seine Soldaten werden von Mbongas Kriegern überfallen und nur Rom überlebt. Er schließt einen Handel mit Mbonga ab: Er werde als Gegenleistung die Diamanten bekommen, wenn er Tarzan, an dem Mbonga sich für den Tod seines Sohnes rächen will, an ihn ausliefere.
Der Mann, der einst als Tarzan bekannt war, lebt mittlerweile als John Clayton III., Lord Greystoke ein normales Leben in London. Er soll auf Einladung von König Leopold II. von Belgien als Sonderbotschafter für Handelsfragen in den Kongo reisen. Der Premierminister sagt, König Leopold benötige einen Geschäftspartner, der als Finanzgeber einspringen könne. Der zweite Grund ist Johns Berühmtheit wegen seiner Vergangenheit als Tarzan. Zunächst lehnt John ab, doch durch George Washington Williams, einen diplomatischen Vertreter der USA, erfährt er folgendes: Williams fragt sich, wie ein völlig mittelloser König immer noch den Kongo am Laufen halten kann und vermutet dahinter Sklaverei. Williams will Beweise für die Versklavung der Eingeborenen sammeln und überredet John, da dieser das Afrika kennt, wo niemand sonst war und auch Freunde dort hat. John reist zusammen mit Williams und seiner Frau Jane, in den Kongo. Die kleine Gruppe kommt zu dem Dorf, in dem Jane aufgewachsen ist. Die Kinder singen dort „Die Legende von Tarzan“.
Captain Léon Rom, der die Einladung selbst arrangiert hat, überfällt mit seiner Truppe das Dorf. Rom schießt dem Häuptling in den Kopf und nimmt John gefangen. John kann sich mit Williams’ Hilfe befreien, doch Jane wird, zusammen mit dem Krieger Wasimbu, auf Roms Flussboot entführt. Rom ist sich sicher, dass John kommen wird, um Jane zu retten und er ihn so ausliefern kann. Nach der Bestattung des Häuptlings machen sich John, Williams und einige Krieger aus dem Dorf auf, um Jane zu retten. Sie schwingen sich an Lianen auf einen Zug und entdecken dort in einem Waggon zahlreiche gefangene Eingeborene. In einem weiteren Waggon überwältigt John die dortigen Soldaten ohne Mühe und sie erfahren durch einen belgischen Offizier Roms Plan: Rom, der demnächst zum Generalgouverneur des Kongo ernannt werden soll, braucht die Diamanten von Opar, um die königliche Armee zu bezahlen, die aus Söldnern besteht und in wenigen Tagen eintrifft. Die Bevölkerung des Kongos wird tatsächlich versklavt, damit der König bekommt, was er will. Pro Stellung sollen jeweils 400 Söldner stationiert werden. Damit sie schneller nach Opar kommen, um Rom aufzuhalten, beschließt John, das Gebiet der Mangani zu durchqueren. Da die Mangani sehr aggressiv sind, bleiben bis auf Williams alle anderen zurück. John und Williams treffen auf die Mangani, die jetzt von Akut, der John inzwischen als Verräter ansieht, angeführt werden. John muss gegen Akut kämpfen, verliert aber und wird von Akut verletzt. Um nicht wie eine Bedrohung zu wirken, muss Williams vor Akut niederknieen. Abends versorgt John zusammen mit Williams seine Wunde, und Williams erzählt von seiner Vergangenheit, als er im amerikanischen Bürgerkrieg kämpfte und danach Indianerjäger wurde. Da er an den schrecklichen Dingen, die den Indianern angetan wurden, beteiligt war, ist er der Meinung, nicht besser zu sein als Rom und seine Männer. Danach haben sie eine Begegnung mit einer Elefantenherde, deren Anführer John kennt.
Während dieser Ereignisse hat Jane ihre eigenen Erlebnisse an Bord von Roms Flussboot. Sie ist gezwungen, mit Rom zu dinieren, da man Wasimbu sonst im Käfig ertränken würde und erfährt dabei von Roms Vorhaben. Es gelingt ihr und Wasimbu, vom Boot zu entkommen. Im Fluss werden sie beschossen, von einem Flusspferd angegriffen und entkommen ans Ufer. Wasimbu macht sich auf, die anderen eingeborenen Krieger zu verständigen, während Jane zu den Mangani gelangt. Rom erscheint mit seinen Männern, die zahlreiche Mangani erschießen. John und Williams hören das Gemetzel und machen sich auf zum Ort des Geschehens, wo John seinem Ziehbruder Akut das Leben rettet. Jane wird wieder gefangen genommen und John folgt ihnen zu den Diamantminen von Opar. Dort stellt er sich Mbonga zum Kampf. Als er Mbonga in der Zange hat, entladen sich die Gefühle der beiden Gegner. Mbongas Sohn hatte Johns Ziehmutter getötet, was dieser aber nicht wissen konnte und John gibt zu, damals keine Ehre gehabt zu haben. Dann taucht Akut, der gegenüber John einen Sinneswandel hat, mit seinem Gefolge auf und Williams erklärt Mbonga, dass Rom ihn und seine Leute nur ausgenutzt hat und sie alle auslöschen wird. John und Williams gelangen zur Stadt Boma, vor der sich bereits 1000 Soldaten befinden und die Ankunft der restlichen Armee erwartet wird. Da hat John eine Idee. Gemeinsam mit Williams, Akut und einer Gruppe Löwen löst er eine Gnu-Stampede aus, die die Soldaten überrennt, in der Stadt Chaos anrichtet und Rom und seine Männer zur Flucht zwingt. Wasimbu befreit die Sklaven. Roms Männer schießen auf John, doch dieser kann Jane retten und Rom auf dessen Boot verfolgen, das von Williams mit einem Maschinengewehr unter Beschuss genommen wird und kurz danach zu sinken beginnt. Rom überwältigt John und ruft Mr. Frum herbei, der die Söldner mit Schiffen dorthin bringen will und bei dessen Firma der König hohe Schulden hat. John stößt einen Krokodil-Paarungsruf aus, befreit sich, überwältigt Rom und entkommt vom Boot, während Rom im Wasser den Krokodilen zum Opfer fällt. John kommt zurück an Land und Mr. Frum zieht mit den Söldnern ab.
Williams ist zurück in England und legt dem Parlament seine Beweise für die Unterdrückung und Versklavung der Kongolesen vor. Ein Jahr später: John und Jane sind in Afrika geblieben und bekommen Nachwuchs. In der letzten Szene sieht man John, wie er wieder, gemeinsam mit einigen Mangani, an Lianen durch den Dschungel schwingt, was vermuten lässt, dass er seine Rolle als Tarzan wieder eingenommen hat.

## Produktion

### Stab
David Yates übernahm die Regie des Films. Das Drehbuch, das auf der Tarzan-Geschichte von Edgar Rice Burroughs basiert, schrieben Adam Cozad und Craig Brewer. Die Produzenten des Films sind Jerry Weintraub, David Barron, Alan Riche und Tony Ludwig. Ausführende Produzenten sind Susan Ekins, Nikolas Korda, Keith Goldberg, David Yates, Mike Richardson und Bruce Berman.

### Besetzung
Im August 2012 war Schwimmer Michael Phelps im Gespräch für die Rolle des Tarzan, später Tom Hardy, Henry Cavill und Charlie Hunnam. Am 14. November 2012 wurde letztendlich Alexander Skarsgård für diese Rolle gecastet. Sein jüngeres Ich übernahm Rory J. Saper. Nachdem im März 2013 noch Jessica Chastain für die weibliche Hauptrolle als Jane Porter im Gespräch war, wurde im Januar 2014 bekannt, dass Margot Robbie diese Rolle übernehmen würde. Als junge Frau wird Jane von Ella Purnell dargestellt, die jedoch nur als Körperdouble fungiert, während Robbies Gesicht mithilfe von CGI-Technik auf das von Purnell übertragen wurde. Im September 2013 wurde bekannt, dass der zweifache Oscar-Preisträger Christoph Waltz im Film einen Bösewicht spielen sollte, den belgischen Soldaten Captain Rom. Samuel L. Jackson verkörperte George Washington Williams, Djimon Hounsou übernahm die Rolle von Chief Mbonga und John Hurt die von Professor Archimedes Q. Porter. Als britischer Premierminister ist der Oscar-Gewinner Jim Broadbent im Film zu sehen.

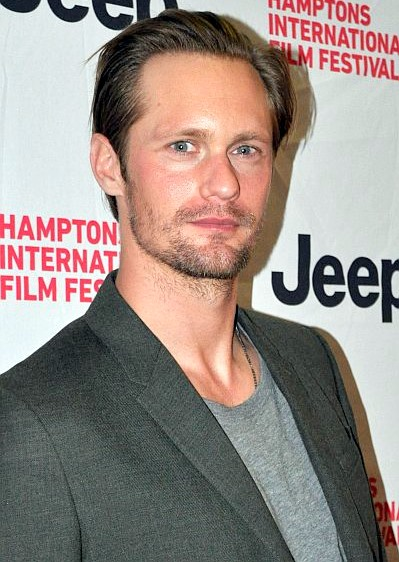
Alexander Skarsgård (2011) spielt Tarzan
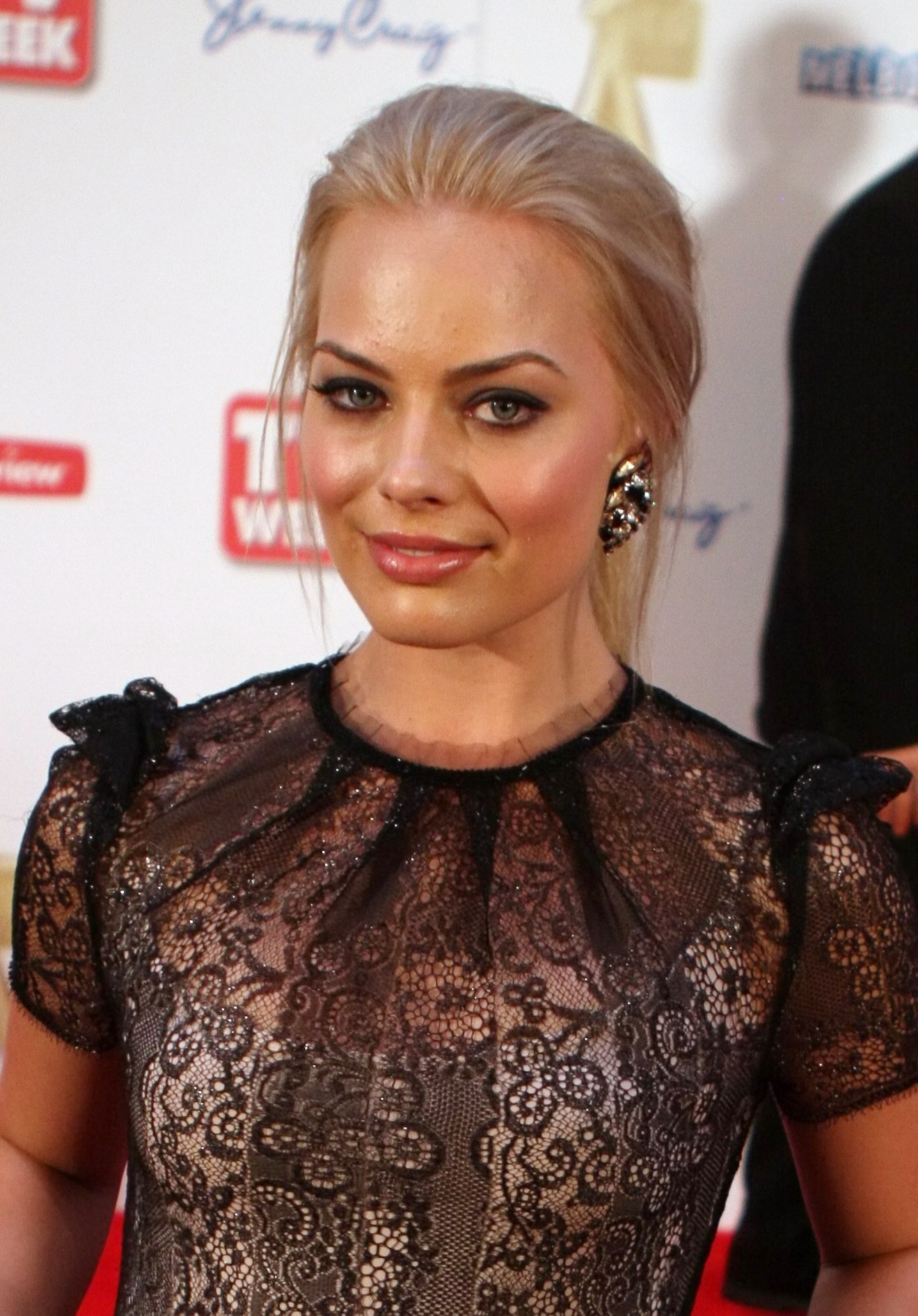
Margot Robbie (2011) spielt Jane
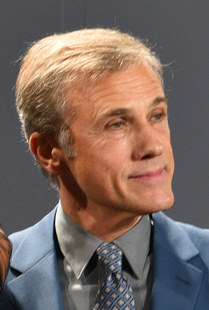
Christoph Waltz (2015) spielt Captain Rom
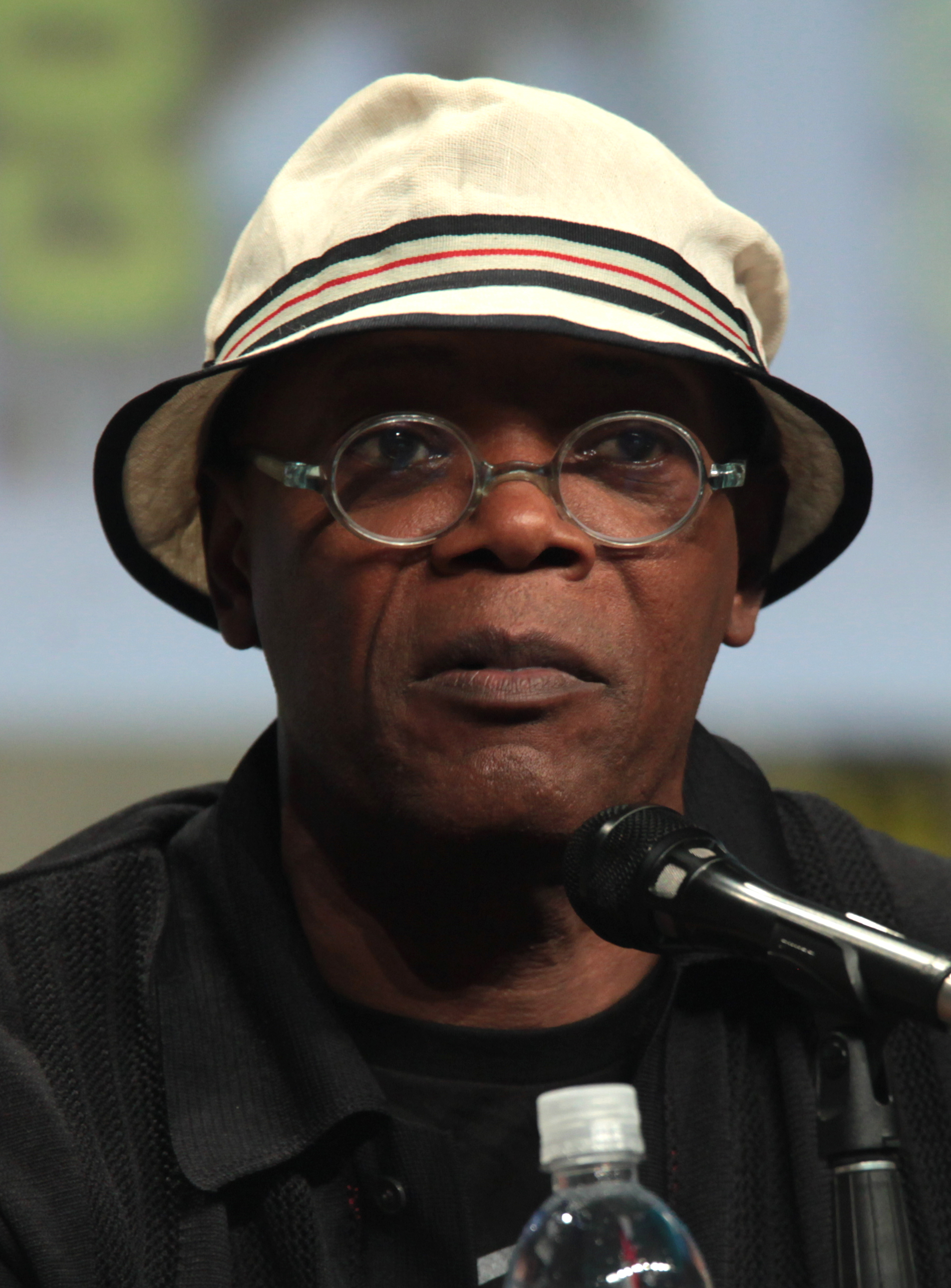
Samuel L. Jackson (2014) spielt George Washington Williams
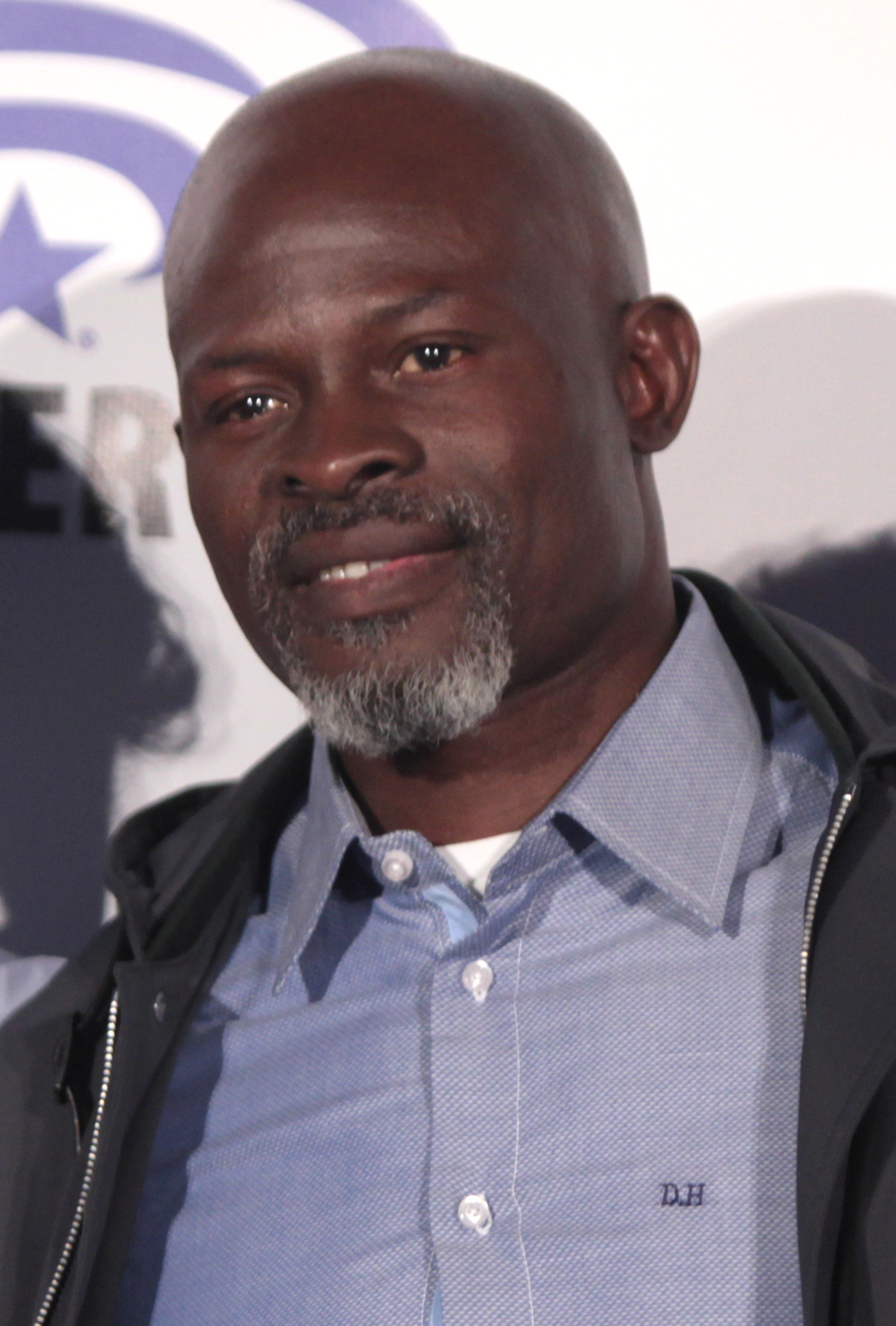
Djimon Hounsou (2016) spielt Chief Mbonga
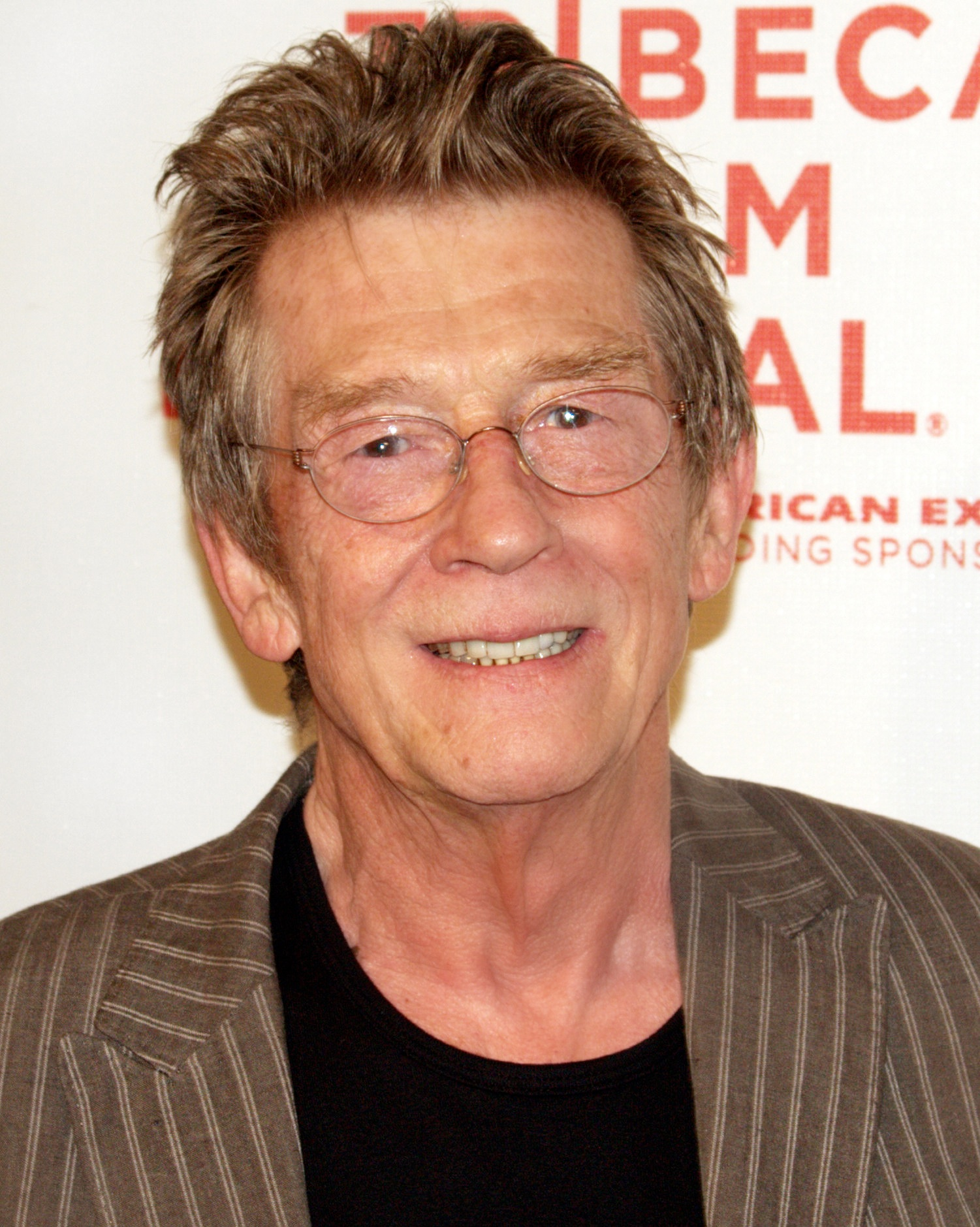
John Hurt (2009) spielt Archimedes Q. Porter
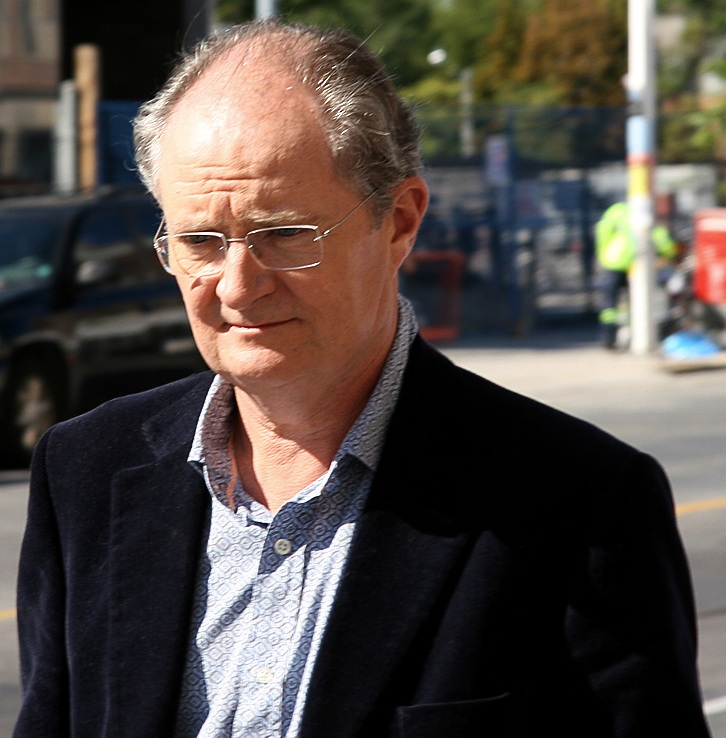
Jim Broadbent (2007) spielt den Premierminister

### Dreharbeiten und Postproduktion
Die Dreharbeiten wurden im Juni 2014 in den Warner Bros. Studios, Leavesden begonnen, fanden im weiteren Verlauf an verschiedenen Drehorten im Vereinigten Königreich statt und wurden im Oktober 2014 beendet.
Abgesehen von einigen in einem Dorf lebenden Ziegen sind alle im Film zu sehenden Tiere computergeneriert, so auch Tarzans Adoptivmutter, das Manganiweibchen, bei denen es sich um eine fiktionale, von Edgar Rice Burroughs erdachte Menschenaffenart handelt, die aggressiver als Gorillas sein soll. In den Warner Bros. Studios wurden ein künstlicher Wasserfall und ein 100 Meter langer, zusammenklappbarer Pier aufgebaut. Diese dienten als Kulisse in Afrika, und die dortigen Drehtage erhöhten die Kosten des Films. Nach anfangs geplanten 65 Millionen US-Dollar und später geschätzten 90 Millionen US-Dollar betrugen die Produktionskosten des Films letztlich 180 Millionen US-Dollar.
Im Oktober 2015 wurden Bedenken laut, David Yates würde die Nachbearbeitung des Films vernachlässigen müssen, da er sich ab August 2015 parallel in den Dreharbeiten zum Film Phantastische Tierwesen und wo sie zu finden sind befand. Warner Bros. vertraute jedoch seinen Fähigkeiten, beide Filme wie geplant abschließen zu können.

### Filmmusik
Die Filmmusik wurde von Rupert Gregson-Williams komponiert. Der Soundtrack hat eine Länge von 109 min, umfasst 22 Lieder und wurde am 16. Juni 2016 von WaterTower Music veröffentlicht. Der irische Singer-Songwriter Hozier steuerte den Song Better Love bei. Dieses Lied schaffte es auf Anhieb in die britischen iTunes-Charts. Der Soundtrack stieg im Juli 2016 in die US-amerikanischen Billboard-Soundtrack-Album-Charts ein und hatte zur gleichen Zeit auf Platz 33 in den Soundtrack-Album-Charts im Vereinigten Königreich seine höchste Platzierung. Mihnea Manduteanu meint, es sei unverkennbar, dass auch Hans Zimmer in die Produktion der Filmmusik involviert gewesen war, und das Lied Streamer and Butterfly erinnere an die Musik für den Film The Dark Knight. Im Dezember 2016 wurde der Soundtrack als Anwärter bei der Oscarverleihung 2017 in der Kategorie Beste Filmmusik in die Kandidatenliste (Longlist) aufgenommen, aus denen die Mitglieder der Akademie die offiziellen Nominierungen bestimmen werden. Das auf dem Soundtrack enthaltene, von Hozier gesungene Lied Better Love wurde in die Longlist für den Besten Filmsong aufgenommen.
Titelliste des Soundtracks
1. Opar – Zoe Mthiyane und Rupert Gregson-Williams (3:28)
2. Diamonds – Rupert Gregson-Williams (4:50)
3. Togetherness – Rupert Gregson-Williams (1:44)
4. Steamer and Butterfly – Rupert Gregson-Williams (2:40)
5. Orphaned – Rupert Gregson-Williams (2:46)
6. Returning Home – Rupert Gregson-Williams (4:01)
7. Campfire – Rupert Gregson-Williams (2:40)
8. Tarzan and Jane – Rupert Gregson-Williams (3:39)
9. Village Ambush – Rupert Gregson-Williams (4:41)
10. Catching the Train – Rupert Gregson-Williams (2:16)
11. Rom’s Plan – Rupert Gregson-Williams (2:11)
12. Akut Fight – Rupert Gregson-Williams (2:17)
13. Elephants In The Night – Rupert Gregson-Williams (3:12)
14. Jane Escapes – Rupert Gregson-Williams (2:44)
15. Jungle Shooting – Rupert Gregson-Williams (2:41)
16. Kala’s Death – Rupert Gregson-Williams (5:15)
17. Where Was Your Honor? – Rupert Gregson-Williams (2:29)
18. Boma Port – Rupert Gregson-Williams (4:04)
19. Stampede – Rupert Gregson-Williams (4:33)
20. On The Boat – Rupert Gregson-Williams (3:10)
21. The Legend Of Tarzan – Rupert Gregson-Williams (2:36)
22. Better Love (From The Legend of Tarzan – Film Version) – Hozier (3:23)

### Marketing und Veröffentlichung
Im Rahmen der MTV Movie Awards 2016 betrat Alexander Skarsgård, der im Film die titelgebende Rolle von Tarzan übernommen hatte, in Unterhosen die Bühne, als er die Laudatio auf den Film des Jahres halten sollte. Skarsgard sagte daraufhin in Anspielung auf seinen neusten Film zum Publikum: Ich Tarzan. Muss Fans ein bisschen Haut geben. Kurz vor dem offiziellen US-Kinostart veröffentlichte Warner Bros. neue Szenenbilder und einen vierten und finalen Trailer.
Der Film feierte am 27. Juni 2016 in Anwesenheit des Regisseurs und der Schauspieler Samuel L. Jackson, Alexander Skarsgård, Margot Robbie und Christoph Waltz in Los Angeles seine Weltpremiere und kam am 1. Juli 2016 in die US-Kinos. Ab 28. Juli 2016 war der Film in Deutschland zu sehen.
Der Film wurde in einer 2D- und einer 3D-Version in Kinos und zudem im IMAX-Format gezeigt.

## Synchronisation
Die deutschsprachige Synchronisation entstand bei der Interopa Film GmbH in Berlin unter dem Dialogbuch von Antonia Ganz und der Dialogregie von Christoph Cierpka.
| Rolle                          | Schauspieler        | Synchronsprecher         |
| ------------------------------ | ------------------- | ------------------------ |
| Tarzan / John Clayton III      | Alexander Skarsgård | Sascha Rotermund         |
| Jane Porter                    | Margot Robbie       | Anne Helm                |
| Captain Léon Rom               | Christoph Waltz     | Christoph Waltz          |
| George Washington Williams     | Samuel L. Jackson   | Engelbert von Nordhausen |
| Stammesführer Mbonga           | Djimon Hounsou      | Milton Welsh             |
| Mr. Frum                       | Simon Russell Beale | Reinhard Scheunemann     |
| Premierminister                | Jim Broadbent       | Frank-Otto Schenk        |
| Professor Archimedes Q. Porter | John Hurt           | Fred Maire               |

## Rezeption

### Altersfreigabe
In Deutschland wurde der Film von der FSK ab 12 Jahren freigegeben. In der Freigabebegründung heißt es, der Film sei zwar bild- und tongewaltig inszeniert und beinhalte zahlreiche dramatische Actionszenen sowie düstere Passagen, die Kinder unter 12 Jahren emotional überfordern könnten. Da der Film jedoch auf explizit ausgespielte Gewalt verzichte, immer wieder mit ruhigen, bisweilen humorvollen Szenen, Natur- und Tieraufnahmen für Entlastung sorge und eine klare Gut-Böse-Zeichnung mit dem Helden als durchweg starker und positiver Identifikationsfigur aufweise, könne er bereits von 12-Jährigen verarbeitet werden. Das deutlich fiktionale Setting ermögliche zudem die Distanzierung, und das Risiko einer Ängstigung oder Desorientierung sei daher für diese Altersgruppe nicht zu befürchten.

### Kritiken
Der Film konnte bislang nur 35 Prozent der 259 Kritiker bei Rotten Tomatoes überzeugen.
Mehrere Kritiker sprachen davon, dass der Film ein Rassismusproblem habe und Afrika aus einer kolonialen Perspektive zeige. Elmar Krekeler von Die Welt meint, besonders am Ende, als der weiße Mann Afrika vor dem Bösen rettet, während die Schwarzen nur herumstünden, werde dies deutlich. Anke Westphal von der Berliner Zeitung erkennt zwar an, dass die Macher des Films einen weiterführenden, sogar politischen Ansatz suchen, um eine altgediente Figur wie Tarzan für die Gegenwart anschlussfähig zu machen, der Film sei jedoch selbst nicht frei von jenem Rassismus, den er anprangere. Die aus Simbabwe stammende Reporterin Cecilia Kamuputa bemerkt im Tagesspiegel, dass im Film die Löwen nur gegenüber Tarzan zahm und die wilden Eingeborenen im Dschungel hilflos seien. Kamuputa findet es rückschrittlich, heute einen Film zu drehen, der Afrika noch immer als wilden prähistorischen Ort zeichnet und damit am Stereotyp des weißen Retters und Zivilisationsbringers festhalte. Kamuputa erkennt darin die eurozentrische Tradition der rassistischen Herabwürdigung Afrikas. Besonders die Darstellung, wie Tarzan die Afrikaner retten muss, die zwar seit Urzeiten in Afrika leben, aber merkwürdigerweise mit dem Dschungel nicht so gut zurechtkommen wie der weiße Mann, sei fragwürdig. Tarzan werde als König des Dschungels aufgebaut, obwohl dieser seine eigenen Helden hätte.
Zur Arbeit der Drehbuchautoren meint Elmar Krekeler: „Eine richtige Erzählung wird nicht draus. Und das geht schon damit los, dass Yates seine Legende historisch exakt verankert, was für Legenden eher ungewöhnlich und – wie sich hier wieder einmal zeigt – ziemlich fantasiebehindernd ist.“ Jenni Zylka von Spiegel Online erkennt den gut gemeinten Versuch an: „Yates und seine Drehbuchautoren haben sich redlich bemüht, aus der bekannten Geschichte ein Drama von Verlust und Liebe zu machen.“ Zur Besetzung meint Zylka: „Mit Alexander Skarsgård, Christoph Waltz und Samuel L. Jackson haben sie vielschichtige Schauspieler gewonnen, die nur zu gern jene vielen Schichten zeigen würden – wenn sie denn gefragt wären. Doch vor allem der Dschungelheld selbst, vom Schweden Skarsgård nach Fitnessprogramm, Waxing und Kajaltutorial als männliches Pendant zu Bo Derek […] interpretiert, bleibt trotz Vorzeige-Muckis saft-, kraft- und charakterlos.“ In einigen Schwarzen, die im Film Rollen übernommen haben, darunter auch Jackson, sieht Cecilia Kamuputa nur ein Alibi für die problematische rassistische Perspektive des Films. Der von Jackson verkörperte George Washington Williams sei eine Figur, die im amerikanischen Bürgerkrieg gekämpft habe und ein großer Verfechter der Menschenrechte gewesen. In der Darstellung von Jackson werde er hingegen zur Witzfigur. Tarzan andererseits bliebe immer der Chef, auch gegenüber den Eingeborenen.
Von der Deutschen Film- und Medienbewertung wurde Legend of Tarzan mit dem Prädikat besonders wertvoll versehen. In der Begründung heißt es: „Obwohl die Story- und Figurenentwicklung ein wenig glatt und vorhersehbar bleibt, erzeugen viele filmkünstlerische Momente, entstanden durch Kamera und Schnitt, eine besondere Spannungsdramaturgie. Ansonsten verlässt sich die Neuauflage des Klassikers auf seine umwerfende, vor allem in den Tieranimationen mit hohen Schauwerten bedachte 3D-Optik.“

### Einspielergebnis
Die weltweiten Einnahmen des Films liegen bei rund 356,7 Millionen US-Dollar.
In die deutschen Kinos konnte der Film bislang 476.756 Besucher locken (Stand 14. August 2016).

### Auszeichnungen
Saturn Awards 2017
- Nominierung als Bester Action-/Adventurefilm[33]